# Thilo Petry-Lassak
Thilo Petry-Lassak (Künstlername: THiLO; * 1970 in Gelsenkirchen) ist ein deutscher Kinderbuchautor.

## Biographie
Petry-Lassak wuchs in einer Buchhändlerfamilie in Westfalen auf. Mit 21 Jahren studierte er an der Universität Münster Publizistik und Germanistik und arbeitete für eine Lokalzeitung sowie für radio ffn. Währenddessen führten ihn mehrere Reisen nach Afrika, Asien und Mittelamerika, bevor er mit Christoph Salzig (geb. Huneke) und Norbert Diedrich das Kabarett-Trio Die Motzbrocken gründete. Das Kabarett gewann mit seinen Programmen den Grazer Kleinkunstpreis und schaffte es in die Endausscheidung beim Hessischen Satirepreis.
Nach Abschluss seines Studiums zog er nach Mainz, wo er 20 Jahre lang mit seiner Frau und seinen vier Kindern lebte. Er schreibt Geschichten für Kinder und auch Hör- oder Drehbücher, beispielsweise für Siebenstein, die Sesamstraße oder Bibi Blocksberg.
Sein erstes Buch Der Rostige Robert und elf zufällige Zufälle wurde von Familie & Co zu einer der schönsten Neuerscheinungen des Jahres 2003 gewählt. Mit 1001 Abenteuer erschuf er außerdem eine Kinderbuchreihe, bei der jeder Leser am Ende eines Kapitels selbst entscheiden kann, wie die Geschichte weitergehen soll. Sein erster Thriller für Jugendliche erschien im Juli 2007 mit dem Titel Mumienherz. Der zweite Teil der mystischen Trilogie erschien im März 2008. Für die Trilogie recherchierte Petry-Lassak fast drei Jahre lang. Seit 2023 erscheint die Kinderbuchserie Lenny Hunter beim Coppenrath Verlag. Bis heute sind 350 Bücher des Autors in mehr als 25 Sprachen mit einer weltweiten Gesamtauflage von über 6 Millionen erschienen.

## Werke (Auswahl)
- Bildermaus-Geschichten
  - Bildermaus-Geschichten vom kleinen Zauberer. Loewe, Bindlach 2004, ISBN 3-7855-4745-5.
  - Bildermaus-Geschichten vom kleinen Elch. Loewe, Bindlach 2007, ISBN 978-3-7855-4593-5.
- Bilderdrache
  - Ein verflixt verflixtes Hexenfest. Loewe, Bindlach 2006, ISBN 3-7855-5526-1.
  - Der kleine Zauberer lernt lesen. Loewe, Bindlach 2006, ISBN 3-7855-4383-2.
- Kleine Lesetiger
  - Fußballgeschichten. Loewe, Bindlach 2004, ISBN 3-7855-4913-X.
  - Fohlengeschichten. Loewe, Bindlach 2005, ISBN 3-7855-5504-0.
- Lesespatz
  - Der kleine Pirat auf Schatzsuche. Loewe, Bindlach 2006, ISBN 3-7855-5504-0.
  - Kleine Katze, große Abenteuer. Loewe, Bindlach 2008, ISBN 978-3-7855-5548-4.
- Lesepiraten
  - Spürnasengeschichten. Loewe, Bindlach 2003, ISBN 3-7855-4782-X.
  - Torjägergeschichten. Loewe, Bindlach 2005, ISBN 3-7855-5320-X.
  - Drachengeschichten. Loewe, Bindlach 2011, ISBN 978-3-7855-7165-1.
- Leselöwen
  - Forschergeschichten. Loewe, Bindlach 2010, ISBN 978-3-7855-6272-7.
- Abenteuer Wildnis (Leselöwen Champion)

1. Tierfängern auf der Spur Loewe, Bindlach 2010, ISBN 978-3-7855-6834-7.
2. Die Jagd nach dem weißen Gold. Loewe, Bindlach 2010, ISBN 978-3-7855-6835-4.
3. Feuer in der Savanne. Lowe, Bindlach 2010, ISBN 978-3-7855-6983-2.
4. Einbrecher im Camp! Loewe, Bindoach 2010, ISBN 978-3-7855-7138-5.

- Lesefant
  - Kleine Wikinger, großer Held. Loewe, Bindlach 2004, ISBN 3-7855-4941-5.
  - Der kleine Elch und das Weihnachtswunder. Loewe, Bindlach 2005, ISBN 3-7855-5509-1.
- Der Rostige Robert
  - Der rostige Robert und elf zufällige Zufälle. Geschichten eines unschlagbaren Ritters. RBV, Ravensburg 2008, ISBN 978-3-473-52378-8.
  - Der Rostige Robert und elf hinderliche Hindernisse. Geschichten eines unschlagbaren Ritters. RBV, Ravensburg 2009, ISBN 978-3-473-52395-5.
  - Der Rostige Robert und elf ungeheuerliche Ungeheuer. EBV, Ravensburg 2009, ISBN 978-3-473-52405-1.
- Die furchtlose Elf. Loewe, Bindlach 2006, ISBN 3-7855-5700-0.
- Freche Pferde suchen Freunde
  - Ein Reitstall voller Peinlichkeiten. Loewe, Bindlach 2005, ISBN 3-7855-5348-X.
  - Im Galopp ins Fettnäpfchen. Loewe, Bindlach 2006, ISBN 3-7855-5540-7.
- 1001 Abenteuer
  - Entscheidung am Indianerfluss. Loewe, Bindlach 2004, ISBN 3-7855-5176-2.
  - Der Fluch des Piratenschatzes. Loewe, Bindlach 2006, ISBN 3-7855-5176-2.
  - Die Spur der Dinosaurier.
  - Der Ring des schwarzen Ritters. Loewe, Bindlach 2004, ISBN 3-7855-5173-8.
  - Gefahr im Reich der Dinosaurier. Loewe, Bindlach 2004, ISBN 3-7855-5174-6.
  - Das Geheimnis der Delfininsel. Loewe, Bindlach 2005, ISBN 3-7855-5342-0.
  - Gefangen im alten Rom. Loewe, Bindlach 2005, ISBN 3-7855-5341-2.
  - Der Tempel des Schreckens. Loewe, Bindlach 2005, ISBN 3-7855-5537-7.
  - Verschollen im Land der Wikinger. Loewe, Bindlach 2005, ISBN 3-7855-5538-5.
  - Alarm am Amazonas. Loewe, Bindlach 2006, ISBN 3-7855-5658-6.
  - Gefährlicher Einsatz in Troja. Loewe, Bindlach 2006, ISBN 3-7855-5657-8.
  - SOS aus der Steinzeit. Loewe, Bindlach 2006, ISBN 3-7855-5701-9.
  - Heiße Jagd am Nil. Loewe, Bindlach 2006, ISBN 3-7855-5702-7.
- 3 für alle Fälle

1. Mord in der Domstadt. Loewe, Bindlach 2010, ISBN 978-3-7855-6872-9.
2. Raubzug der Geister. Loewe, Bindlach 2010, ISBN 978-3-7855-6873-6.
3. Das Phantom vom Nebelhorn. Loewe, Bindlach 2010, ISBN 978-3-7855-6971-9.
4. Juwelenjagd unter der Quadriga. Loewe, Bindlach 2010, ISBN 978-3-7855-7182-8.

- Die magische Insel. Loewe, Bindlach 2007ff

1. Verrat bei den Wikingern. 2007, ISBN 978-3-7855-4338-2.
2. Der heimliche Ritter. 2007, ISBN 978-3-7855-4339-9.
3. Wildpferde in Gefahr! 2007, ISBN 978-3-7855-4341-2.
4. Der Verdacht des Pharao. 2007, ISBN 978-3-7855-4349-8.
5. Die gefährliche Hexenmission. 2007, ISBN 978-3-7855-4357-3.
6. Rettung für die Delfine. 2007, ISBN 978-3-7855-4359-7.
7. Rom in Flammen. 2008, ISBN 978-3-7855-4369-6.
8. Im Reich des roten Drachen. 2008, ISBN 978-3-7855-4371-9.
9. Der Zahn des Tyrannosaurus. 2008, ISBN 978-3-7855-6110-2.
10. Gefangen in Atlantis. 2008, ISBN 978-3-7855-6111-9.
11. Angriff der Piraten. 2009, ISBN 978-3-7855-6112-6.
12. Der Feind im Dschungel. 2009, ISBN 978-3-7855-6113-3.
13. Der Zorn des Häuptlings. 2011, ISBN 978-3-7855-6378-6.
14. Das Schwert des Zauberers. 2010, ISBN 978-3-7855-6389-2.

- Mumienherz. RBV, Ravensburg 2009ff

1. Die Rückkehr des Dämons. 2010, ISBN 978-3-473-58354-6 (früherer Titel: Die Rückkehr des Seth, 2009)
2. Der Schatten des Horus. 2. Auflage. 2010, ISBN 978-3-473-58367-6.
3. Die Rache des Anubis. 2008, ISBN 978-3-473-35290-6.

- Ich schenk dir eine Geschichte. (initiiert durch die Stiftung Lesen)
  1. Die Jagd nach dem Leuchtkristall. cbj, München 2014, ISBN 978-3-570-22454-0
  2. Der geheime Kontinent. cbj, München 2019, ISBN 978-3-570-17612-2
- 4 Durch die Zeit. Kosmos, Stuttgart 2012ff

1. Kampf der Dinosaurier. 2012, ISBN 978-3-440-13215-9.
2. Rache der Piraten. 2012, ISBN 978-3-440-13216-6.
3. Erfinder in Gefahr. 2012, ISBN 978-3-440-13217-3.
4. Geheimnis im All. 2012, ISBN 978-3-440-13218-0.
5. Verschwörung der Ritter. 2013, ISBN 978-3-440-13501-3.
6. Im Grab des Pharao. 2013, ISBN 978-3-440-13502-0.
7. Angriff der Wikinger. 2013, ISBN 978-3-440-13672-0.

- Der junge Häuptling Winnetou: Das Buch zum Film, Ravensburger Buchverlag Otto Maier, Ravensburg 2022, ISBN 978-3-473-49661-7
- Der junge Häuptling Winnetou: Das Erstlesebuch zum Film, Ravensburger Buchverlag Otto Maier, Ravensburg 2022, ISBN 978-3-473-49662-4